# Gouvernement Fagerholm III
République de Finlande
Kuuskoski Sukselainen II
Le gouvernement Fagerholm III est le 44ème gouvernement de la République de Finlande, qui a siégé 138 jours du 29 août 1958 au 13 janvier 1959.

## Composition
| Ministre                                                                   | Début      | Fin        | Parti | Parti |
| -------------------------------------------------------------------------- | ---------- | ---------- | ----- | ----- |
| Premier ministre Karl-August Fagerholm                                     | 29.8.1958  | 13.1.1959  |       | SDP   |
| Vice-Premier ministre Johannes Virolainen Onni Hiltunen                    | 29.8.1958  | 4.12.1958  |       | ML    |
| Vice-Premier ministre Johannes Virolainen Onni Hiltunen                    | 4.12.1958  | 13.1.1959  |       | SDP   |
| Ministre des Affaires étrangères Johannes Virolainen Karl-August Fagerholm | 29.8.1958  | 4.12.1958  |       | ML    |
| Ministre des Affaires étrangères Johannes Virolainen Karl-August Fagerholm | 4.12.1958  | 13.1.1959  |       | SDP   |
| Ministre de la Justice Sven Högström                                       | 29.8.1958  | 13.1.1959  |       | RKP   |
| Ministre de la Défense Toivo Wiherheimo                                    | 29.8.1958  | 13.1.1959  |       | Kok   |
| Ministre de l'Intérieur Atte Pakkanen                                      | 29.8.1958  | 13.1.1959  |       | ML    |
| Ministre des Finances Päiviö Hetemäki                                      | 29.8.1958  | 13.1.1959  |       | Kok   |
| vice-Ministre des Finances Mauno Jussila                                   | 29.8.1958  | 13.1.1959  |       | ML    |
| Ministre de l'Éducation Kaarlo Kajatsalo                                   | 29.8.1958  | 13.1.1959  |       | SK    |
| Ministre de l'Agriculture Martti Miettunen Urho Kähönen                    | 29.8.1958  | 14.11.1958 |       | ML    |
| Ministre de l'Agriculture Martti Miettunen Urho Kähönen                    | 14.11.1958 | 13.1.1959  |       | ML    |
| Vice-ministre de l'Agriculture Niilo Kosola                                | 29.8.1958  | 13.1.1959  |       | Kok   |
| Ministre des Transports et des Travaux publics Kustaa Eskola               | 29.8.1958  | 13.1.1959  |       | ML    |
| Vice-Ministre des Transports et des Travaux publics Olavi Lindblom         | 29.8.1958  | 13.1.1959  |       | SDP   |
| Ministre du Commerce et de l'Industrie Onni Hiltunen                       | 29.8.1958  | 13.1.1959  |       | SDP   |
| vice-Ministre du Commerce et de l'Industrie Toivo Wiherheimo               | 29.8.1958  | 13.1.1959  |       | Kok   |
| Ministre des Affaires sociales et de la santé Väinö Leskinen               | 29.8.1958  | 13.1.1959  |       | SDP   |
| Vice-Ministre des Affaires sociales et de la santé Rafael Paasio           | 29.8.1958  | 13.1.1959  |       | SDP   |